# عزيز الحجار
عَزِيزٌ الحَجَّارُ مصور صحفي فلسطيني قتل وقتل معه زوجه وأولاده يوم الأحد 20 ذي القعدة 1446 (18 ماي 2025) في ضربة جوية إسرائلية دمرت بيتا يأويهم في حي الصفطاوي شمالي مدينة غزة.